# Kirchenlamitz
Kirchenlamitz este un oraș din districtul Wunsiedel, regiunea administrativă Franconia Superioară, landul Bavaria, Germania. 

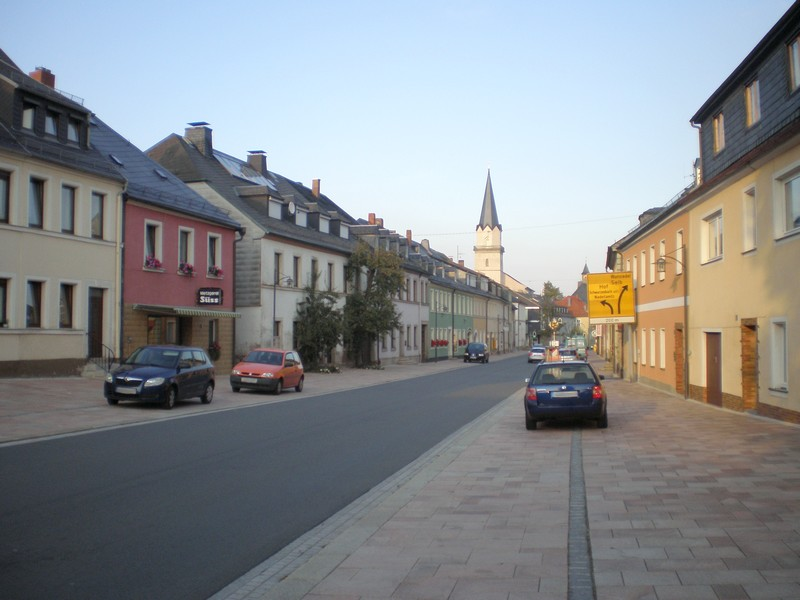
Kirchenlamitz